# 仲津郡
仲津郡（日语：／ Nakatsu gun */?）是過去位于日本福岡縣的郡，已於1896年2月26日被併入京都郡。
當時管轄的町村已有部分被合併為行橋市。

## 歷史
在令制國時代屬於豐前國。
江戶時代為小倉藩的領地。

### 年表
- 1889年4月1日：實施町村制，仲津郡下設：今川村、泉村、今元村、仲津村、蓑島村、祓鄉村、豐津村、節丸村、東犀川村、西犀川村、南犀川村、城井村、伊良原村。
- 1896年2月26日：被併入京都郡。